# Міклей Геннадій Валерійович
Генна́дій Вале́рійович Мікле́й (нар. 25 жовтня 1907 — пом. 2 серпня 1941) — радянський військовик початкового періоду німецько-радянської війни, командир 209-го гірськострілецького полку 96-ї гірськострілецької дивізії (18-а армія, Південний фронт), майор. Герой Радянського Союзу (1941).

## Життєпис
Народився 25 жовтня 1907 року в місті Олександрівську (нині — Запоріжжя) в родині службовця. Росіянин. Закінчив сільськогосподарський технікум і 1 курс сільськогосподарського інституту.
До лав РСЧА призваний 1929 року. Учасник німецько-радянської війни з 22 червня 1941 року. Брав участь у прикордонних боях. 27 червня, вчасно розгадавши задум німецького командування, вмілою організацією стрілецько-артилерійського вогню зірвав наступ супротивника. В районі села Тарнавка майор Г. В. Міклей на чолі групи з 50-ти осіб здійснив один з перших нічних нальотів на штаб ворожої військової частини і захопив його. В районі Тростянця полк Г. В. Міклея в бою з переважаючими силами супротивника знищив 670 солдатів і офіцерів ворога й 42 танки.
2 серпня 1941 року в районі села Красногірка загинув у бою з танками і піхотою ворога загинув від вибуху міни. Похований у братській могилі в центрі села Красногірка Голованівського району Кіровоградської області.

## Нагороди
Указом Президії Верховної Ради СРСР від 9 листопада 1941 року за зразкове виконання бойових завдань командування на фронті боротьби з німецько-фашистськими загарбниками та виявлені при цьому відвагу і героїзм, майору Міклею Геннадію Валерійовичу присвоєне звання Героя Радянського Союзу (посмертно).
Також був нагороджений орденом Червоної Зірки.

## Пам'ять
В місті Запоріжжя та в смт Голованівськ ім'ям Геннадія Міклея названо вулиці.